# Hype: The Time Quest
Hype: The Time Quest est un jeu d'aventure sur Microsoft Windows développé par Playmobil Interactive et édité par Ubisoft. L'histoire met en scène un univers Playmobil médiéval dans lequel le joueur voyage dans le temps pour retrouver son époque.

## Synopsis
Hype, champion du roi Taskan IV, reçoit l'épée de la paix des mains de la reine Lyzothe, après la conclusion de la guerre civile dans le royaume de Torras. La cérémonie est interrompue par l'arrivée d'un chevalier noir monté sur dragon (Voydh), qui transforme Hype en statue et le renvoie dans le passé, avant d'usurper le pouvoir. La statue de Hype apparait dans la cour du manoir de l'alchimiste Gogoud, sous le règne de Taskan I. Gogoud, narrateur de l'histoire parvient à redonner vie à Hype, qui lui explique sa situation.
Avec l'aide de Gogoud, Hype traverse le royaume et obtient des joyaux magiques qu'il utilise pour avancer dans le temps par bonds successifs en frappant des cadrans solaires avec son épée. À chaque époque, il doit récupérer un nouveau joyau dans le royaume de Torras, et le charger avec l'énergie du ciel en chevauchant le dragon Zatila. Suivant les époques (Taskan I, II, III et IV), des guerres se déclarent entre les alchimistes, les gladiateurs, le roi et le monastère du royaume, les factions se réconcilient ou s'isolent. Certaines zones sont ouvertes ou fermées à différents moments, et certains endroits ne sont accessibles qu'à une époque précise. Gogoud informe Hype de l'évolution du royaume et l'aide dans ses recherches, avançant en âge à chaque bond que fait Hype dans le temps. Hype fait face à des soldats et magiciens hostiles, et rencontre les habitants du royaume de Torras, se liant d'amitié avec certains.
Parvenu à son époque, Hype retrouve sa fiancée Vibe et libère le roi Taskan IV. Gogoud, décédé depuis longtemps, est devenu gardien du temps. Avec l'aide de ses alliés, Hype attaque Barnak, le chevalier noir, et le bat, ainsi que son dragon noir. La paix est restaurée dans le royaume, et Hype et Vibe célèbrent leur mariage sous l'œil de Gogoud qui les observe depuis le ciel.